# Louise của Liên hiệp Anh
Louise của Liên hiệp Anh (tiếng Anh: Louise of the United Kingdom; tiếng Tây Ban Nha: Luisa del Reino Unido; tiếng Đức: Louise des Vereinigtes Königreich; tiếng Pháp: Louise du Royaume-Uni; tiếng Bồ Đào Nha: Luísa do Reino Unido; tên đầy đủ: Louisa Caroline Alberta; 18 tháng 3 năm 1848 – 3 tháng 12 năm 1939) là người con thứ sáu và ái nữ thứ tư của Victoria của Anh và Albrecht xứ Sachsen-Coburg và Gotha.
Louise là người công khai ủng hộ mạnh mẽ nghệ thuật, giáo dục đại học và phong trào nữ quyền. Vào thời niên thiếu, bà cùng gia đình thường di chuyển ở nhiều dinh thự khác nhau của Vương thất. Khi cha bà là Vương tế Albert qua đời vào ngày 14 tháng 12 năm 1861, triều đình đã để tang ông một thời gian dài, nhưng bà thì dần trở nên lãnh đạm. Louise là một nhà điêu khắc và họa sĩ tài năng; một số tác phẩm điêu khắc của bà vẫn còn tồn tại đến ngày nay. Vương nữ cũng là người ủng hộ phong trào nam nữ bình quyền, từng trao đổi thư từ với Josephine Butler và thăm viếng Elizabeth Garrett.
Trước khi hết hôn, từ năm 1866 tới năm 1871, Louise đóng vai trò là thư ký không chính thức của mẹ bà, tức Nữ vương Victoria. Hôn sự của bà được đem ra bàn luận vào cuối những năm 1860. Nhiều thành viên trong Vương thất Phổ và Đan Mạch được tiến cử làm phò mã của Vương nữ, song Nữ vương không muốn gả con gái cho một người ngoại quốc nên đã gợi ý bà lấy một người có địa vị cao trong giới quý tộc Anh. Bất chấp sự phản đối của nhiều thành viên trong Vương thất, Louise phải lòng John, Hầu tước xứ Lorne là người thừa kế tước hiệu Công tước xứ Argyll tương lai. Victoria ưng thuận cuộc hôn nhân này và đám cưới được tổ chức vào ngày 21 tháng 3 năm 1871. Tuy có khởi đầu hạnh phúc nhưng về sau đôi vợ chồng lại dần trở nên xa cách, có thể do không có con và do hoạt động của họ luôn bị Nữ vương hạn chế.
Năm 1878, Lorne được bổ nhiệm làm Toàn quyền Canada và nắm giữ chức vụ này từ năm 1878–1884. Louise do đó trở thành Phó vương phi (Viceregal consort) và dành sự quan tâm dài lâu đến Canada. Tên của bà được dùng để đặt cho nhiều địa danh ở Canada, bao gồm hồ Louise và tỉnh Alberta.
Sau khi Victoria của Anh băng hà vào năm 1901, Vương nữ Louise tham gia vào các mối quan hệ xã hội của anh trai bà là tân Quốc vương Edward VII. Cuộc hôn nhân trắc trở của Louise vẫn bền vững nhờ những khoảng thời gian dài đôi vợ chồng sống xa cách; cả hai hòa giải vào năm 1911 và Louise trở nên suy sụp sau cái chết của chồng năm 1914. Sau khi Thế chiến thứ I kết thúc năm 1918, ở tuổi 70, Louise bắt đầu giã từ các hoạt động xã hội. Bà chỉ đảm nhiệm một số việc công ích ngoài Cung điện Kensington và qua đời tại đây năm 91 tuổi.

## Thời thơ ấu

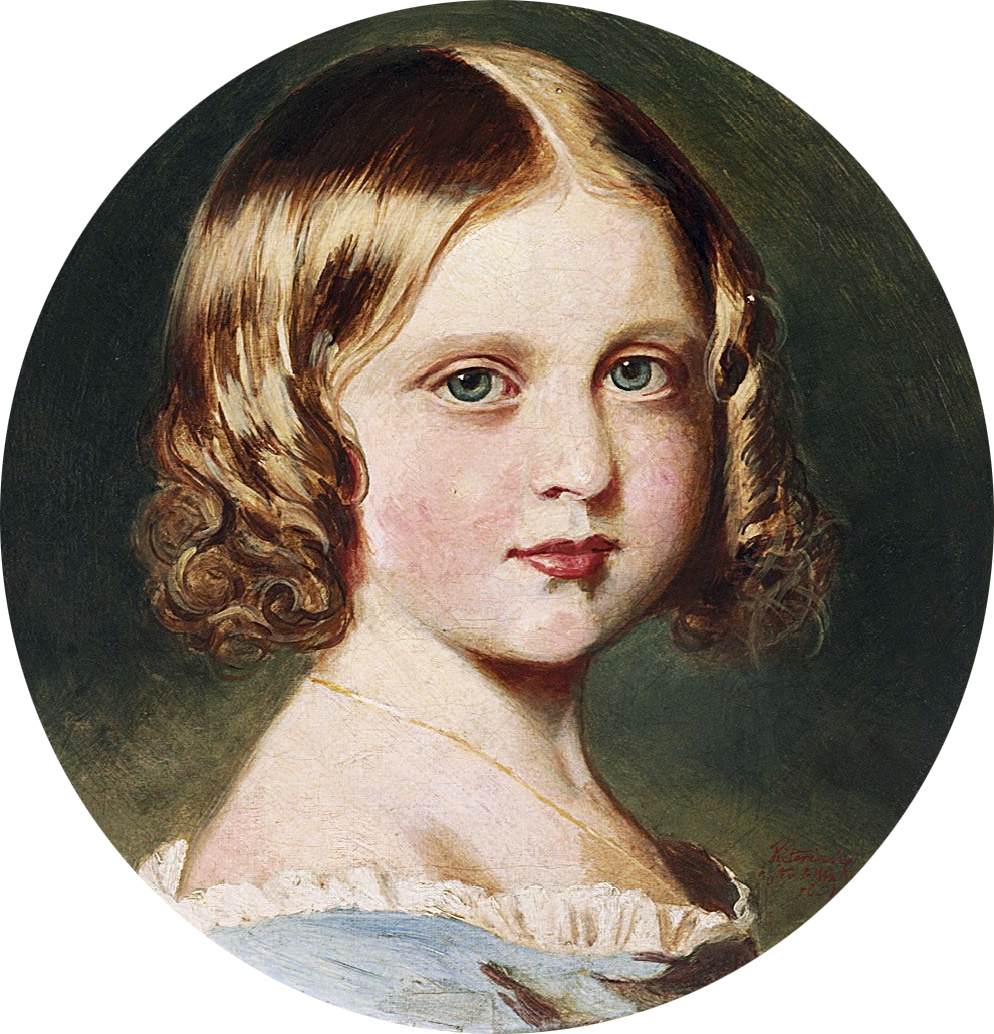
Chân dung Vương nữ Louise do Victoria của Anh vẽ dựa trên bản gốc của Franz Xaver Winterhalter

Louise sinh ngày 18 tháng 3 năm 1848 tại Cung điện Buckingham, Luân Đôn. Bà là người con thứ sáu và ái nữ thứ tư của Quốc vương Liên hiệp Anh đương nhiệm là Victoria của Anh và Albrecht xứ Sachsen-Coburg và Gotha. Sự ra đời của bà trùng với thời điểm Cách mạng đang quét qua châu Âu, do đó Nữ vương nhận xét Vương nữ hứa hẹn sẽ trở thành "một điều gì đó đặc biệt."Quá trình chuyển dạ của Victoria với Louise là lần đầu tiên Nữ vương được hỗ trợ bằng chloroform.
Albert và Victoria đặt tên cho bà là Louisa Caroline Alberta. Bà chịu phép rửa tội vào ngày 13 tháng 5 năm 1848 tại nhà nguyện riêng của Cung điện Buckingham. Lễ rửa tội của bà do John Bird Sumner, Tổng giám mục Canterbury cử hành. Bà được đặt tên Thánh là Louisa trong lễ rửa tội, song từ nhỏ đến lớn bà lại được gọi là Louise. Cha mẹ đỡ đầu của Vương nữ gồm có Gustav xứ Mecklenburg-Schwerin (ông cố cậu, do Vương tế Albert đại diện), Công tước phu nhân xứ Sachsen-Meiningen (do Vương hậu Adelheid làm đại diện) và Đại Công trữ phi xứ Mecklenburg-Strelitz (do Công tước phu nhân xứ Cambridge làm đại diện). Ngay giữa buổi lễ, Công tước phu nhân xứ Gloucester, một trong số ít những người con còn sống sót của Vua George III, quên mất mình đang ở đâu và đột ngột đứng dậy, quỳ xuống dưới chân Victoria của Anh trước sự kinh hãi của Nữ vương.
Cũng như các anh chị em, Louise lớn lên trong môi trường giáo dục nghiêm khắc do cha bà, Vương tế Albert, và bạn tâm giao của ông là Nam tước Stockmar đặt ra. Các vương nữ và vương tử từ bé đã được dạy những công việc thực tế như nấu ăn, làm nông, làm việc nhà và làm mộc.
Từ nhỏ Louise đã thông minh dĩnh ngộ, tài hoa và sớm được công nhận là có khiếu nghệ thuật. Vào dịp viếng thăm Nhà Osborne năm 1863, Hallam Tennyson, con trai của thi sĩ Alfred Tennyson, nhận xét Louise có thể "vẽ tuyệt đẹp." Vì là một vương nữ trong vương thất nên sự nghiệp nghệ thuật của bà không được đem ra cân nhắc. Dầu vậy, ban đầu nữ vương vẫn cho phép bà đến trường nghệ thuật học với nhà điêu khắc Mary Thornycroft và sau đó (năm 1863) là đến Trường Đào tạo Nghệ thuật Quốc gia, nay là Cao đẳng Nghệ thuật Hoàng gia ở South Kensington. Louise cũng là một vũ công tài năng. Sau khi xem một điệu nhảy của bà, Victoria của Anh chép Louise "nhảy điệu múa kiếm với sức sống và sự chính xác hơn hẳn chị em mình." Vì thông minh và hiểu biết nên bà được cha yêu mến. Các thành viên khác trong vương thất cũng đặt cho bà biệt danh "Little Miss Why" do bản tính bà vốn tò mò, ham học.

## Thư ký

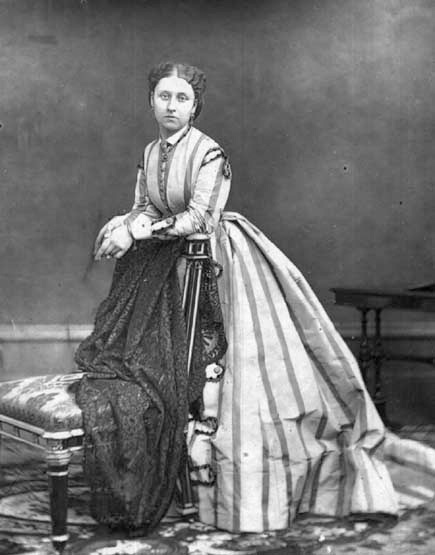
Vương nữ Louise vào những năm 1860

Cha Louise là Vương tế Albrecht qua đời ngày 14 tháng 12 năm 1861 tại Windsor. Nữ vương đau buồn dời cả tang gia từ Windsor đến sống ở Nhà Osborne trên Đảo Wight. Triều đình Anh chìm trong tang thương sau khi vương tế ra đi, những hình thức giải trí trở nên khô khan, tẻ nhạt. Louise chóng thấy bất mãn khi mẹ mình để tang cha quá lâu. Vào sinh nhật lần thứ mười bảy của bà năm 1865, Louise xin phép mở cửa phòng khiêu vũ để mừng tiệc trưởng thành – loại tiệc khiêu vũ này đã bị ngưng tổ chức từ khi Vương tế Albert qua đời. Yêu cầu của vương nữ không được chấp thuận. Thái độ chán chường của bà khi thường xuyên phải chuyển đến sống tại các dinh thự hoàng gia khác nhau còn khiến mẹ bà phật ý. Nữ vương trách bà là không biết suy nghĩ và thích tranh cãi.
Nữ vương tự an ủi mình bằng cách cứng nhắc thực hiện những kế hoạch mà Vương tế Albert đã vạch ra cho con cái họ. Vào ngày 1 tháng 6 năm 1862 tại Osborne, Vương nữ Alice được gả cho Ludwig là đại công tước tương lai của Hessen. Năm 1863, Thân vương xứ Wales, tức Edward, kết hôn với Alexandra của Đan Mạch. Victoria của Anh có truyền thống để cô con gái chưa chồng lớn tuổi nhất làm thư ký không chính thức của mình. Louise tiếp quản vị trí này năm 1866, tuy nữ vương vẫn còn lo lắng con gái chưa biết suy nghĩ.
Louise trái lại đảm nhiệm công việc này rất khéo. Vào sinh nhật lần thứ hai mươi của bà, nữ vương đã viết trong thư gửi chị bà là Victoria: "Con bé (và cách đây vài năm thì ai mà nghĩ thế?) là một thiếu nữ thông minh đáng mến với tính cách mạnh mẽ, bất vị kỷ và giàu tình cảm." Tuy nhiên khoảng từ năm 1866 đến 1870, khi Louise phải lòng thầy giáo của cậu em trai Leopold là Cha Robinson Duckworth, một người lớn hơn bà những 14 tuổi, nữ vương liền đuổi việc Duckworth vào năm 1870. Về sau ông trở thành giáo sĩ của Tu viện Westminster.

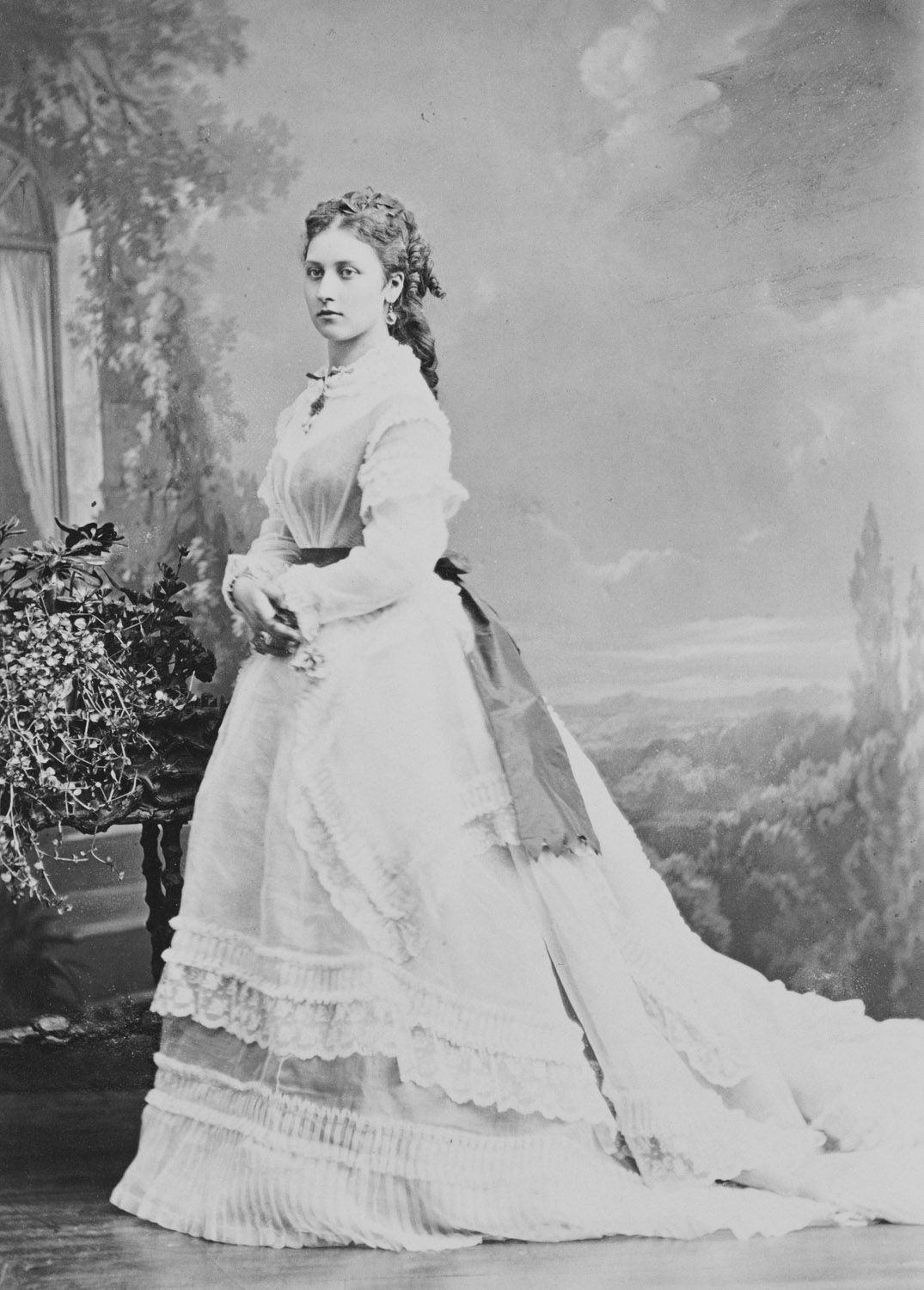
Louise của Liên hiệp Anh năm 1868.

Louise buồn chán khi ở trong cung điện. Bà trở nên bận rộn hơn khi đảm trách các nhiệm vụ nhỏ nhặt của thư ký như thay nữ vương viết thư, lo liệu thư từ liên quan đến chính trị và đi theo bầu bạn với nữ vương.

## Hôn nhân

### Tiến cử phu quân
Là vương nữ nên Louise trở thành đối tượng kết hôn lý tưởng, nhất là khi bà được các nhà viết tiểu sử cả đương đại lẫn hiện đại đánh giá là cô con gái đẹp nhất của nữ vương. Tuy nhiên, bà bị báo chí tố cáo là có những cuộc tình ái vụng trộm dù không có chứng cứ xác thực. Điều này cộng với lý tưởng ủng hộ tự do và nữ quyền của bà đã thôi thúc nữ vương tìm cho bà một phu quân. Phò mã phải được cả Victoria lẫn Louise ưng thuận. Nữ vương cũng đòi hỏi phò mã sống gần con gái, giống như trường hợp của anh rể bà là chồng Vương nữ Helena. Những gia tộc đứng đầu châu Âu tiến cử nhiều phò mã khác nhau: Vương nữ Alexandra tiến cử anh cả mình là Thái tử của Đan Mạch, song nữ vương kịch liệt phản đối kết thông gia lần nữa với Đan Mạch để tránh gây thù địch với Phổ giữa thời điểm căng thẳng ngoại giao vì xung đột mang tên câu hỏi Schleswig-Holstein. Victoria, chị cả của Louise, tiến cử Albrecht của Phổ, nhưng nữ vương cũng phản đối kết thông gia lần nữa với Phổ vì sẽ không được người Anh ủng hộ. Albrecht cũng miễn cưỡng không muốn chuyển đến Anh sống. Willem, Thân vương xứ Oranje cũng được tiến cử, nhưng nữ vương nhanh chóng bác bỏ ý tưởng này bởi ông có lối sống xa hoa ở Paris và còn công khai sống chung với tình nhân tại đây.

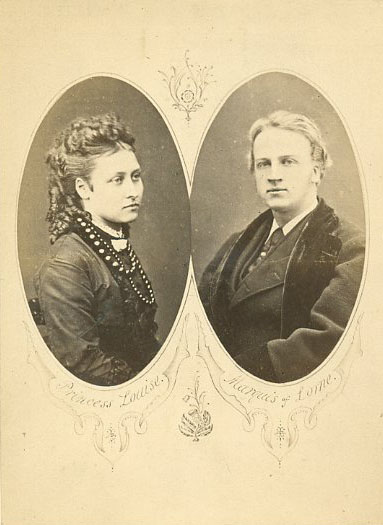
Ảnh đính hôn của Louise và Lorne (W & D Downey, 1870)

Louise không muốn kết hôn với vị vương thân nào. Bà tuyên bố mình muốn lấy John Campbell, Hầu tước xứ Lorne là người sẽ thừa kế tước hiệu Công tước xứ Argyll. Kể từ năm 1515 khi Charles Brandon, Công tước thứ 1 xứ Suffolk cưới em gái Vua Henry VIII là Mary thì vẫn chưa có cuộc hôn nhân nào giữa con gái của quân vương và một công dân nước Anh là chính thức được công nhận. Thân vương xứ Wales, anh trai Louise, quyết liệt phản đối gả em gái cho một quý tộc chưa được "bồi thần hóa" (mediatized). Hơn nữa cha của Lorne là George Campbell lại nhiệt tình ủng hộ William Ewart Gladstone, do đó Thân vương xứ Wales lo sợ cả vương thất sẽ bị Lorne kéo vào tranh chấp chính trị. Tuy nhiên sự phản đối của ông đã bị nữ vương dập tắt. Năm 1869, bà viết trong thư gửi ông:
Điều mà con phản đối, mẹ cảm thấy hiển nhiên sẽ đem lại hạnh phúc cho Louise và sự hòa thuận, yên ổn cho gia đình ta. . . Thời thế đã đổi thay; thông gia với những nước ngoại bang lớn bị coi là ngọn nguồn rắc rối và lo âu, chẳng đem lại điều gì tốt lành. Còn gì khốn khổ hơn tình thế mà gia đình ta bị đặt vào trong chiến tranh với Đan Mạch và giữa Phổ với Áo?. . . Có lẽ không như mẹ, con không nhận thấy được hôn sự giữa các Vương nữ của Vương thất và các Hoàng thân Đức nhỏ yếu (hay bọn ăn xin Đức theo cách lăng mạ nhất mà người ta gọi họ) bị chán ghét như thế nào. . . Về vị thế, mẹ thấy không có gì khó khăn; Louise vẫn như cũ, còn chồng con bé thì cứ giữ địa vị của mình. . . chỉ được xem như người thân trong gia đình khi chúng ta ở cùng nhau.

Nữ vương quả quyết cuộc hôn nhân của Louise sẽ đem lại "huyết thống mới" cho gia tộc, bởi tất cả các vương tử ở châu Âu đều có quan hệ họ hàng với nhau. Bà tin chắc việc này sẽ củng cố vương thất cả về mặt vật chất lẫn tinh thần.

### Lễ đính hôn và đám cưới

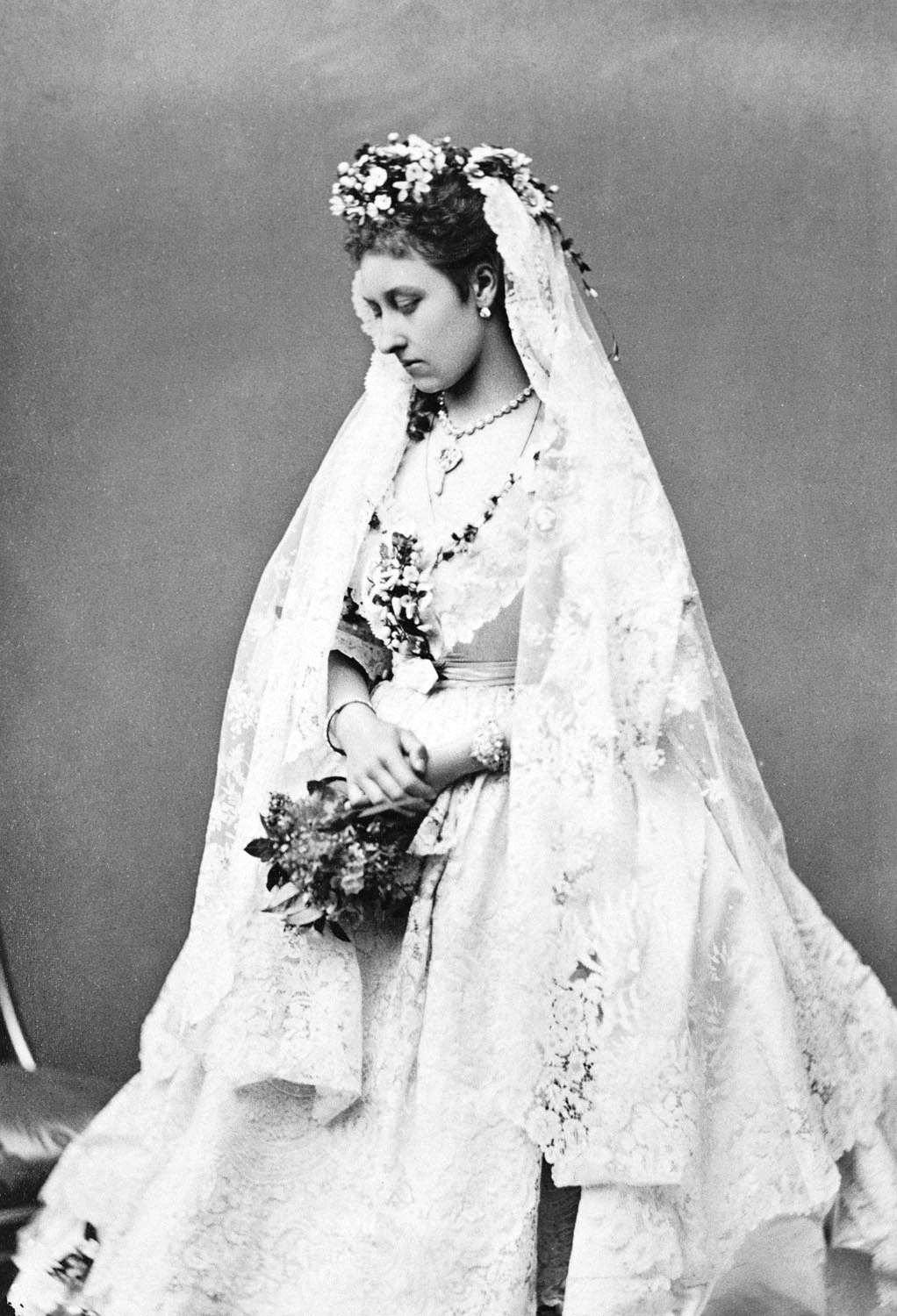
Vương nữ Louise mặc váy cưới

Louise đính hôn với Hầu tước xứ Lorne vào ngày 3 tháng 10 năm 1870 khi cả hai đang ghé thăm Balmoral. Lorne được mời đến Lâu đài Balmoral ở Scotland và cùng đi trên một chuyến xe với Louise, Đại Chưởng ấn, Nam tước Hatherly và nữ quan của Victoria của Anh là bà Ely. Cùng ngày hôm đó, Louise quay về báo với nữ vương là Lorne "đã nói lên tấm chân tình" và bà chấp nhận lời ông cầu hôn vì biết nữ vương đã cho phép chuyện hai người. Sau đó nữ vương tặng bà Ely một chiếc vòng tay để ghi nhớ dịp đặc biệt này.
Nữ vương cảm thấy khó lòng gả con gái đi. Bà tâm sự trong nhật ký là mình "thấy đau đớn khi nghĩ đến việc phải mất con." Truyền thống hoàng gia đột ngột bị phá vỡ khiến nhiều người ngạc nhiên, đặc biệt là tại Đức. Trong thư gửi Vương hậu Phổ, Victoria của Anh cho biết người Anh không thích những hoàng thân xuất thân từ các dòng họ Đức đã sa sút, còn Lorne – "một người xuất chúng tại quê nhà" với "cơ ngơi sung túc" – thì "không hề kém cạnh về địa vị so với các dòng dõi nhỏ của Hoàng tộc Đức."
Victoria để lại cho Louise một khoản tiền trả hàng năm một thời gian ngắn sau khi vương nữ kết hôn. Lễ cưới được tổ chức tại Nhà nguyện Thánh George trong Lâu đài Windsor vào ngày 21 tháng 3 năm 1871. Dân chúng tụ tập bên ngoài đông đến mức cảnh sát phải lập rào bằng dây xích để ổn định trật tự. Louise đội chiếc khăn voan cưới làm từ đăng ten Honiton do bà tự thiết kế và được mẹ cùng hai anh trai là Thân vương xứ Wales và Công tước xứ Edinburgh dẫn vào lễ đường. Nhân dịp đặc biệt này, chiếc váy tang màu đen quen thuộc của nữ vương được trang hoàng thêm bằng hồng ngọc và sắc xanh của ngôi sao Garter. Sau lễ cưới, nữ vương hôn Louise còn Lorne thì hôn lên tay nữ vương.
Cặp vợ chồng mới cưới tới Claremont ở Surrey để hưởng tuần trăng mật, nhưng do suốt chặng đường và tại các bữa ăn đều có mặt người hầu nên họ không thể trò chuyện riêng tư. Victoria của Anh đến thăm con gái trong bốn ngày và liên tục làm gián đoạn đôi vợ chồng vì bà tò mò muốn biết suy nghĩ của con gái về cuộc sống hôn nhân. Quà cưới mà nữ vương tặng hai người là một chiếc bàn bằng gỗ phong, hiện đang được trưng bày tại Lâu đài Inveraray.

## Phó vương phi của Canada
Năm 1878, Thủ tướng Anh Benjamin Disraeli chọn Lorne làm Toàn quyền Canada và được Victoria của Anh phê chuẩn. Louise do đó trở thành phó vương phi của Canada. Bà dùng địa vị của mình để hỗ trợ lĩnh vực nghệ thuật, nền giáo dục đại học và phong trào bình đẳng cho nữ giới. Tuy nhiên quãng thời gian Louise ở Canada không được suôn sẻ do bà nhớ nhà, không thích Ottawa và từng gặp tai nạn khi đi xe trượt tuyết.

### Khởi đầu trắc trở

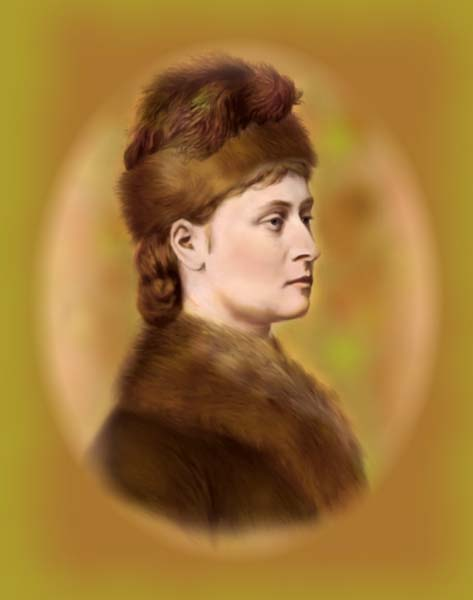
Vương nữ Louise ở Canada

Ngày 15 tháng 11 năm 1878, cặp vợ chồng rời Liverpool và đến Canada để dự lễ nhậm chức tại Halifax vào ngày 25 tháng 11.
Louise là thành viên hoàng tộc đầu tiên tiếp quản dinh thự Rideau Hall, vốn là dinh thự chính thức của nữ vương tại Ottawa. Tuy nhiên, nơi này hoàn toàn thua xa những dinh thự tráng lệ của vương thất Anh. Các cựu toàn quyền và phu nhân sống tại đây phải tự trang hoàng dinh thự nên khi rời đi, họ cũng đem theo toàn bộ đồ đạc của mình. Do đó khi gia đình Lorne tới nơi thì dinh thự này được trang trí nội thất rất sơ sài. Louise liền trổ tài nghệ thuật và treo nhiều tranh sơn dầu, tranh màu nước do bà vẽ quanh nhà. Bà cũng trưng bày nhiều tác phẩm điêu khắc của mình. Ban đầu, việc một vương nữ con nữ vương trở thành phó vương phi Canada khiến "niềm vui vỡ òa khắp Lãnh thổ tự trị," vì bà được dự đoán sẽ trở thành mối liên kết vững chắc giữa người Canada và nữ vương. Tuy nhiên, báo chí tại Canada lại trách móc việc áp đặt quyền lực của hoàng tộc lên một quốc gia với lối sống xã hội vốn không vương giả như Canada và không hoan nghênh vị tân toàn quyền cùng phu nhân khi họ mới đến Canada.
Mối quan hệ giữa họ với giới báo chí ngày càng xấu đi khi thư ký riêng của Lorne, Francis de Winton, đuổi bốn nhà báo khỏi xe lửa của hoàng gia. Gia đình Lorne không hề hay biết về việc làm của de Winton, nhưng báo chí quả quyết là họ có biết. Hai vợ chồng liền bị mang tiếng kênh kiệu. Báo chí Canada cũng lo ngại ông bà sính chuộng nghi lễ, hình thức, vốn là những điều xa lạ đối với một xã hội quân bình như Canada. Nhưng Vương nữ Louise nhanh chóng gây thiện cảm với người Canada khi tuyên bố nếu có khách đến thăm Rideau Hall thì bà "sẽ chẳng bận tâm nếu họ mặc áo choàng chăn mà đi vào." (Ở đây ám chỉ chiếc áo ca-pốt, một loại áo được may từ chăn mền, rất bền và ấm. Ý nghĩa văn hóa của chiếc áo này trong xã hội và mối tương quan với các toàn quyền cùng phu nhân đương thời được chép trong bài viết "'Very Picturesque and Very Canadian': The Blanket Coat and Anglo-Canadian Identity in the Second Half of the Nineteenth Century" của Eileen Stack.) Về sau, những lo ngại và chỉ trích xoay quanh vợ chồng Vương nữ Louise lại hóa ra thiếu cơ sở vì cả hai ông bà đều tỏ ra khoáng đạt, thoải mái hơn các bậc tiền nhiệm.

### Giải trí tại Canada

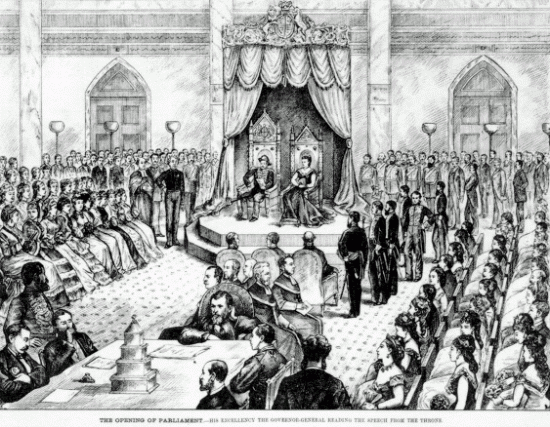
Hầu tước xứ Lorne khai mạc Nghị viện Canada năm 1879, ngồi bên cạnh là Vương nữ Louise

Với Louise, những tháng đầu tiên ở Canada là quãng thời gian đau buồn vì người chị bà yêu mến nhất là Đại Công tước phu nhân của Hessen và Rhein đã qua đời vào ngày 14 tháng 12 năm 1878. Vương nữ rất nhớ nhà vào Giáng sinh năm ấy nhưng cũng nhanh chóng làm quen với khí hậu mùa đông tại Canada. Đi xe trượt tuyết và trượt băng là hai thú vui yêu thích của bà. Vì giữ vai trò là người đại diện trực tiếp cho nữ vương tại Canada nên Lorne có địa vị cao hơn vợ mình, do đó trong Lễ Khai mạc Nghị viện Canada được tổ chức ngày 13 tháng 2 năm 1879, cấp bậc của Louise chỉ được xếp ngang những người tham dự khác. Bà phải đứng giống các nghị sĩ đến khi Lorne mời họ ngồi. Để gặp gỡ tất cả các nghị sĩ Canada, Lorne đã tổ chức tiệc tối hai tuần một lần cho 50 người tham dự. Triều đình cũng mở nhiều tiệc chiêu đãi; bất cứ ai có đủ khả năng diện trang phục dự lễ đều có thể tham gia và chỉ cần ký vào sổ lưu bút dành cho khách. Buổi tiệc khiêu vũ chính thức đầu tiên của Louise được tổ chức vào ngày 19 tháng 2 năm 1879. Bà tạo được thiện cảm với khách khi ra lệnh gỡ bỏ sợi dây lụa ngăn cách khu vực dành cho hoàng tộc và khách khứa. Tuy vậy nhiều tai nạn không may vẫn xảy ra trong buổi tiệc. Một nhạc công say rượu đã kéo màn cửa trùm lên một ngọn đèn khí và suýt gây cháy nhà. Việc mở cửa tự do cho công chúng cũng bị một số người tham dự chỉ trích vì bất mãn với những vị khách có địa vị xã hội thấp kém hơn.
Louise và Lorne thành lập Học viện Nghệ thuật Hoàng gia Canada. Ông bà rất thích đến thăm Québec (nhà nghỉ mát của họ nằm ở đây) và Toronto. Louise trở thành người bảo trợ của Hiệp hội Giáo dục Phụ nữ (Ladies' Educational Association), Hội Nhập cư Bảo vệ Phụ nữ (Woman's Protective Immigration Society), Hội Nghệ thuật Trang trí (Society of Decorative Arts) và Hiệp hội Nghệ thuật (Art Association), tất cả đều thuộc Montreal. Một trong những tác phẩm điêu khắc của bà là bức tượng mẹ bà, Victoria của Anh, hiện đang được trưng bày trước trường Cao đẳng Hoàng gia Victoria, Montreal, mà nay là Tòa nhà Âm nhạc Strathcona của Đại học McGill. Cha của Lorne, Công tước xứ Argyll, đến thăm cùng hai cô con gái vào tháng 6. Cả gia đình chứng kiến Louise bắt được một con cá hồi nặng 13 kg. Thấy các cô gái giỏi câu cá, ngài công tước bèn nhận xét việc câu cá ở Canada không đòi hỏi kỹ năng.

### Tai nạn xe trượt tuyết

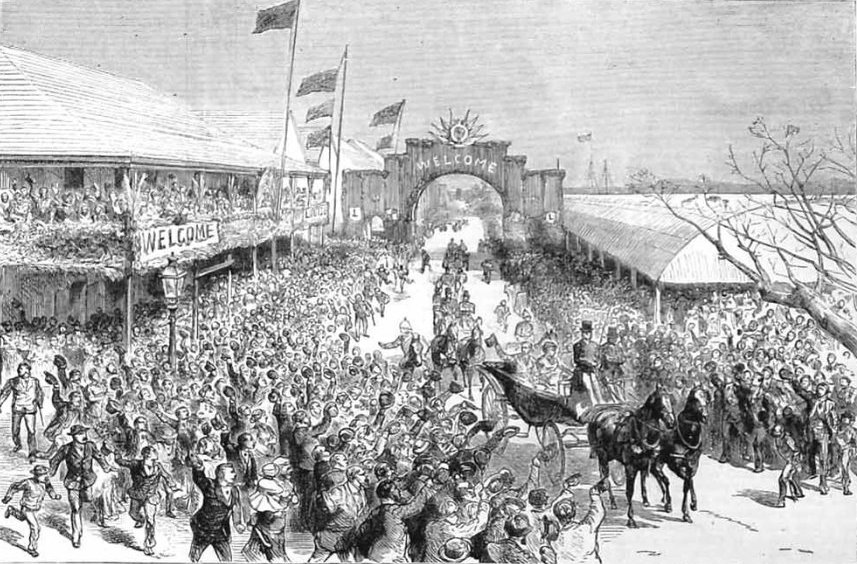
Vương nữ Louise đến Hamilton, Bermuda (1883)

Louise, Lorne và hai người tùy tùng bị thương trong một vụ tai nạn xe trượt tuyết vào ngày 14 tháng 2 năm 1880. Mùa đông năm ấy rất khắc nghiệt. Cỗ xe mà họ đang ngồi bị lật nhào, cả người đánh xe lẫn người theo hầu bị hất văng xuống đất. Hai con ngựa hoảng sợ kéo lê chiếc xe bị lật nghiêng suốt hơn 400 thước Anh (370 m) trên nền đất. Louise bất tỉnh khi đập đầu vào một thanh sắt đỡ nóc xe, còn Lorne thì mắc kẹt bên dưới người bà và sợ "sườn xe sẽ gãy bất kỳ lúc nào." Sau cùng cỗ xe được chế ngự, hai con ngựa trấn tĩnh lại. Người đã kiểm soát cỗ xe – viên quan thị tùng (aide-de-camp) của Vương nữ Louise – ra lệnh hộ tống nhóm người bị thương về Rideau Hall trên một cỗ xe ngựa khác.
Các bác sĩ đã chữa trị cho Louise cho biết bà bị sốc và chấn động nghiêm trọng. Theo họ, "thật thần kỳ là hộp sọ của vương nữ không bị nứt." Dái tai Louise bị rách làm đôi khi chiếc khuyên tai của bà mắc vào sườn xe. Báo chí đã giảm nhẹ tính nghiêm trọng của câu chuyện theo chỉ thị từ thư ký riêng của Lorne. Hành động này bị người đương thời xem là "ngu xuẩn và thất sách." Thí dụ, một tờ báo New Zealand chép, "Trừ lúc ngay sau cú đập đầu ra thì trong suốt khoảng thời gian đó, vương nữ hoàn toàn tỉnh táo." Người dân Canada rất có thể đã đồng cảm nếu được biết tình trạng thực sự của Louise. Một đại biểu Quốc hội còn chép, "Ngoại trừ vết đứt ở phần dưới tai thì tôi nghĩ không có thương tích nào đáng kể." Do đó khi Louise phải hủy các cuộc hẹn trước mắt, người ta tưởng bà giả bệnh để trốn việc. Tin tức về vụ tai nạn cũng bị nói giảm đi tại Anh và trong thư gửi Nữ vương Victoria.
Louise góp phần quan trọng vào sự phát triển của ngành du lịch non trẻ tại lãnh thổ Bermuda, cách Nova Scotia hơn 1.200 km về phía đông nam. Năm 1883, do sức khỏe yếu, suốt mùa đông bà đến ở Bermuda là nơi có khí hậu tương đối ôn hòa và phổ biến trào lưu lánh đến Bermuda vào mùa đông trong giới nhà giàu tại Bắc Mỹ. Chuyến đi Bermuda của Louise gây chú ý đến mức một khách sạn nguy nga, vốn dành để phục vụ đoàn của bà, đã được đặt tên theo bà là "Khách sạn Vương nữ." Khách sạn này được xây bên bờ Cảng Hamilton, thuộc giáo xứ Pembroke.

### Mối quan tâm đến Canada
Sau khi trở về Anh vào năm 1883, Louise vẫn tiếp tục quan tâm đến Canada. Trong cuộc nổi loạn Tây-Bắc năm 1885, bà gửi cho Tiến sĩ Boyd tiếp liệu y tế và một khoản tiền lớn để phân phát. Bà hướng dẫn rõ ràng là phải giúp đỡ cả đồng minh lẫn phe địch. Thể theo nguyện vọng của bà, Boyd đi theo Ban Y tế Dân quân dưới sự lãnh đạo của Tiến sĩ Thomas Roddick đến nơi diễn ra Trận Fish Creek và Trận Batoche để chữa trị cho những người bị thương, kể cả Métis là phe đối lập.
Năm 1905, tên tỉnh Alberta được đặt theo tên Vương nữ Louise Caroline Alberta. Thuộc địa phận tỉnh Alberta có Hồ Louise và Núi Alberta đều được đặt tên theo vương nữ để tỏ lòng tôn kính bà.

## Những năm cuối đời của Victoria

### Xung đột gia đình

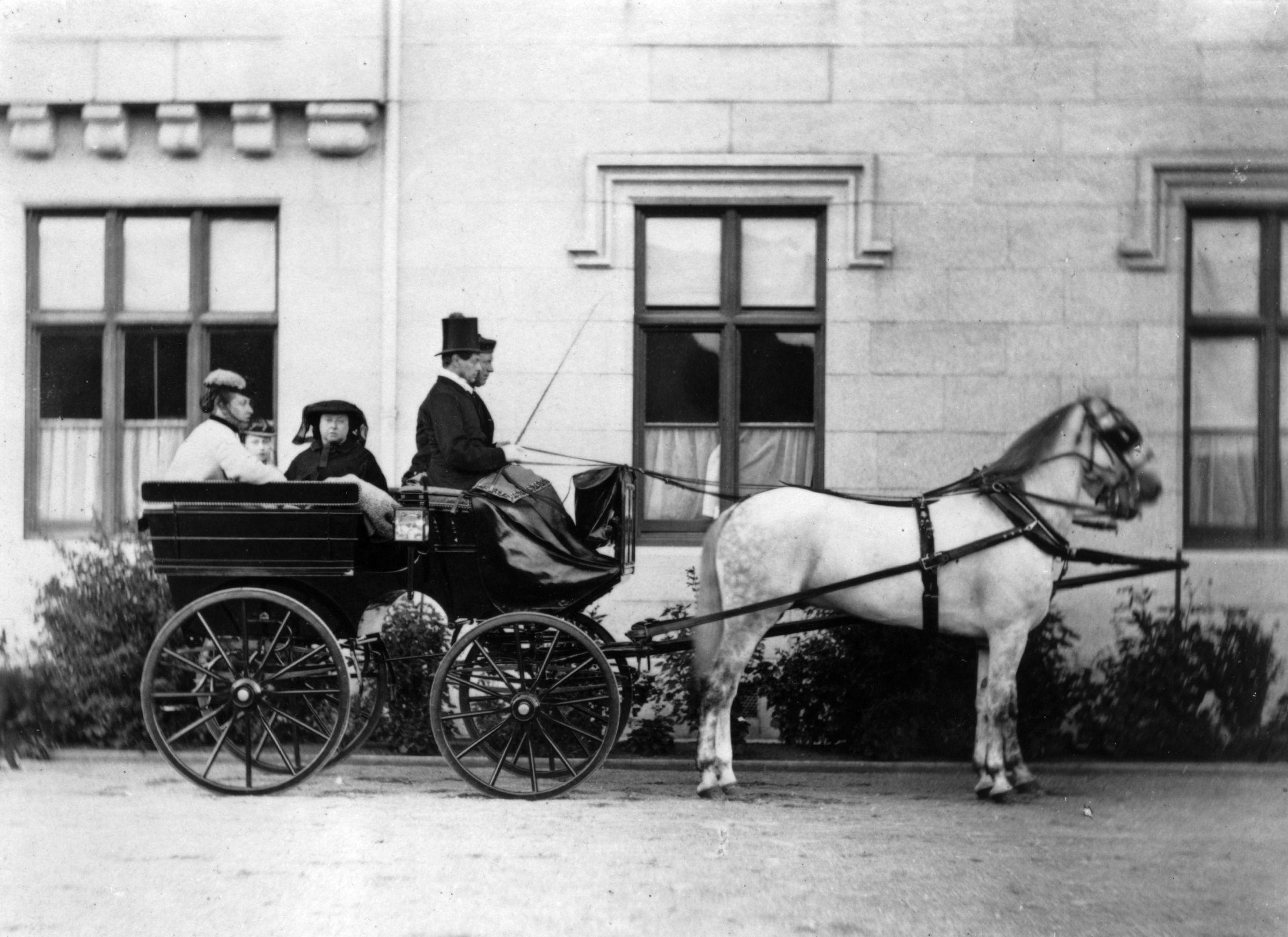
Vương nữ Louise và Beatrice đi xe ngựa cùng mẹ

Louise cùng chồng trở về Anh từ Québec vào ngày 27 tháng 10 năm 1883 và cập bến ở Liverpool. Nữ vương Victoria đã chuẩn bị sẵn phòng trong Cung điện Kensington cho cặp vợ chồng ở. Louise sử dụng những phòng này đến khi qua đời tại đây 56 năm sau. Lorne tiếp tục sự nghiệp chính trị và vận động tranh cử ghế nghị sĩ của Hampstead không thành công. Năm 1896, ông thắng ghế South Manchester và tham gia quốc hội với tư cách là thành viên Đảng Tự do. Không như Lorne và cha ông, Louise lại ủng hộ phong trào Ireland tự quản và thất vọng khi ông bỏ chủ nghĩa tự do Gladstone để theo Đảng Liên hiệp Tự do. Mối quan hệ giữa Louise và Lorne trở nên căng thẳng. Nữ vương cố gắng giúp cặp vợ chồng giữ hòa khí, song hai người vẫn thường xuyên đường ai nấy đi. Kể cả khi đi cùng Louise, thỉnh thoảng Lorne vẫn không được nhiệt tình chào đón tại triều đình, còn Thân vương xứ Wales thì không thích ông. Trong vương thất thì Lorne là người duy nhất gắn bó chặt chẽ với một đảng chính trị vì từng là đảng viên Đảng Tự do Gladstone trong Hạ viện.
Mối quan hệ giữa Louise và chị gái Helena cùng em gái Beatrice, hai nàng vương nữ thân cận với nữ vương nhất, vô cùng căng thẳng. Beatrice kết hôn với chàng thân vương tử cao ráo và đẹp trai là Heinrich xứ Battenberg vào năm 1885. Hai người có tình cảm sâu đậm và có với nhau bốn người con. Sẵn bản tính ghen tuông, Louise dần có thói quen đối xử với Beatrice bằng thái độ thương hại do nữ vương thường xuyên cần nhờ đến bà. Nhà viết tiểu sử về Beatrice, Matthew Dennison, cho rằng ngược lại với Beatrice, Louise vẫn có nhan sắc diễm lệ dù tuổi đã ngoại tứ tuần. Louise và chồng thì ngày càng xa cách, thậm chí còn có tin đồn Lorne là người đồng tính luyến ái. Do đó, trong khi Beatrice và chồng chia sẻ một cuộc sống tình dục thỏa mãn thì Louise lại hoàn toàn trái ngược. Có khả năng Louise đã xem Heinrich là người chồng phù hợp với bà hơn Lorne. Sau khi Heinrich qua đời vào năm 1896, Louise viết, "[Heinrich] gần như là người bạn thân nhất mà tôi có – chính tôi cũng nhớ cậu ấy nhiều hơn tôi có thể nói thành lời." Ngoài ra, Louise còn tuyên bố mình là bạn tâm giao của người em rể quá cố, còn Beatrice chỉ đơn thuần là một kẻ vô giá trị và chẳng có ý nghĩa gì với ông.

### Những tin đồn xoay quanh Louise
Cũng có tin đồn lan truyền việc Louise ngoại tình với Arthur Bigge, sau này là Nam tước Stamfordham, phụ tá thư ký riêng của nữ vương. Khi Beatrice đề cập tin đồn này với bác sĩ của nữ vương, bà gọi đó là một "vụ bê bối." Phò mã Henry cũng cho biết đã trông thấy Bigge uống mừng sức khỏe của Louise trong bữa tối. Louise phủ nhận tin đồn. Bà cho rằng chính Beatrice và Helena đã khởi xướng tin đồn này để làm suy yếu địa vị của bà tại triều đình. Tuy nhiên, sau khi Heinrich qua đời, mối quan hệ giữa ba chị em lại ngày càng được cải thiện. Chính Louise là người đầu tiên đến Cimiez để thăm người em gái mới mất chồng, chứ không phải nữ vương. Dù vậy Louise vẫn không hoàn toàn bỏ được tính ghen tuông. James Reid, bác sĩ của nữ vương, chép trong thư gửi vợ vài năm sau đó: "Louise như thường lệ vẫn ghét bỏ chị em mình. Hy vọng cô không ở lại lâu, nếu không cô sẽ làm việc ác mất!"
Tin đồn ngoại tình không chỉ xoay quanh một mình Bigge. Năm 1890, điêu khắc gia Joseph Edgar Boehm qua đời trước sự chứng kiến của Louise khi họ đang ở xưởng điêu khắc của ông tại Luân Đôn, làm dấy lên tin đồn cả hai đang ngoại tình. Phụ tá của Boehm, Alfred Gilbert, là người đã giúp an ủi Louise sau khi Boehm qua đời và giám sát việc tiêu hủy giấy tờ riêng của Boehm. Ông này nhanh chóng được thăng chức thành thợ điêu khắc hoàng gia. Louise cũng có quan hệ tình cảm với nghệ sĩ Edwin Lutyens, viên võ quan thị tùng (equerry) của bà là Đại tá William Probert và một thầy giáo âm nhạc không rõ tên. Tuy nhiên, người viết tiểu sử về bà là Jehanne Wake lập luận rằng không có bằng chứng xác thực nào cho thấy Louise ăn nằm với bất cứ ai ngoài chồng bà.
Trong những năm cuối đời của Victoria, Louise đảm nhiệm một loạt các việc công ích như cho mở các công trình công cộng, đặt đá móng và thực thi các chương trình đặc biệt. Giống như chị cả Victoria, Louise có tư tưởng phóng khoáng và ủng hộ phong trào đòi Quyền bầu cử cho phụ nữ, hoàn toàn trái ngược với quan điểm của nữ vương. Louise đã kín đáo đến thăm Elizabeth Garrett là người phụ nữ Anh đầu tiên đủ điều kiện trở thành thầy thuốc và bác sĩ phẫu thuật. Nữ vương Victoria thì phản đối việc phụ nữ theo đuổi nghề nghiệp, đặc biệt là trong lĩnh vực y khoa. Bà gọi việc đào tạo các nữ bác sĩ là một "vấn đề ghê tởm."

### Louise, thành viên vương tộc khác thường

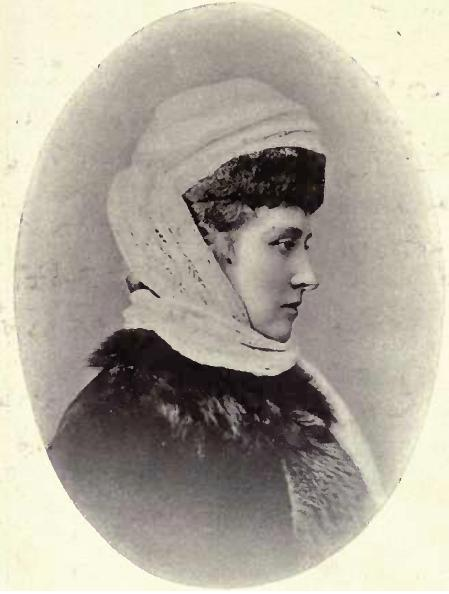
Vương nữ Louise, Công tước phu nhân xứ Argyll, hình chụp khoảng năm 1900 của William James Topley

Louise quyết tâm muốn được xem là người thường, không phải một thành viên trong triều đình. Khi đi nước ngoài, bà thường dùng danh xưng "Mrs Campbell." Bà cũng nổi tiếng là có lòng bác ái với người hầu. Có lần quản gia gặp vương nữ và xin bà sa thải người hầu thứ hai của bà vì ngủ dậy muộn. Khi bà gợi ý đưa đồng hồ báo thức cho anh ta, vị quản gia nói anh ta đã có một cái rồi. Bà bèn nảy ra ý tưởng làm một chiếc giường có thể hất văng anh ta xuống khi đến thời điểm nhất định, nhưng việc này là bất khả thi. Cuối cùng, bà nói có thể anh này bị bệnh. Khi kiểm tra thì quả nhiên anh ta đang bị lao. Anh người hầu liền được gửi đến New Zealand để bình phục.
Một lần khác, khi đến Bermuda, bà được mời đến một buổi tiệc chiêu đãi và chọn đi bộ chứ không đi xe. Dọc đường bà thấy khát và ghé vào nhà một người phụ nữ da đen là bà McCarthy để xin nước. Do khan hiếm nước nên McCarthy phải đi một quãng khá xa để lấy nước, nhưng bà miễn cưỡng không muốn đi vì còn bận ủi đồ. Louise xung phong ủi thay bà, nhưng người phụ nữ nọ từ chối và nói mình đang vội làm để còn đi xem Vương nữ Louise. Biết McCarthy không nhận ra mình, Louise hỏi liệu bà ta có nhận ra mình nếu gặp lần nữa không. Khi người phụ nữ trả lời có nhưng thừa nhận là không chắc chắn lắm, Louise bèn bảo, "Vậy bây giờ chị hãy nhìn kỹ tôi đi, để ngày mai chị chắc chắn sẽ biết tôi ở St. Georges." Vương nữ tiếp tục giữ bí mật và thích thú vì không bị nhận ra.
Louise và các chị em gái tiếp tục bất đồng sau khi bạn thân của nữ vương, bà Jane Spencer, Nam tước phu nhân Churchill, qua đời. Quyết không để nữ vương thêm đau khổ, Louise muốn từ từ báo tin này cho mẹ. Khi việc này không thành công, Louise đã gay gắt lên tiếng chỉ trích Helena và Beatrice. Một tháng sau, vào ngày 22 tháng 1 năm 1901, Victoria của Anh băng hà tại Nhà Osborne trên Đảo Wight. Trong di chúc, nữ vương để lại Nhà Kent trên Điền trang Osborne cho Louise làm nhà ở nông thôn và để lại Thôn xá Osborne cho vương nữ út Beatrice. Louise và Beatrice trở thành hàng xóm ở cả Cung điện Kensington lẫn Osborne.

## Tuổi già

### Thời vua Edward

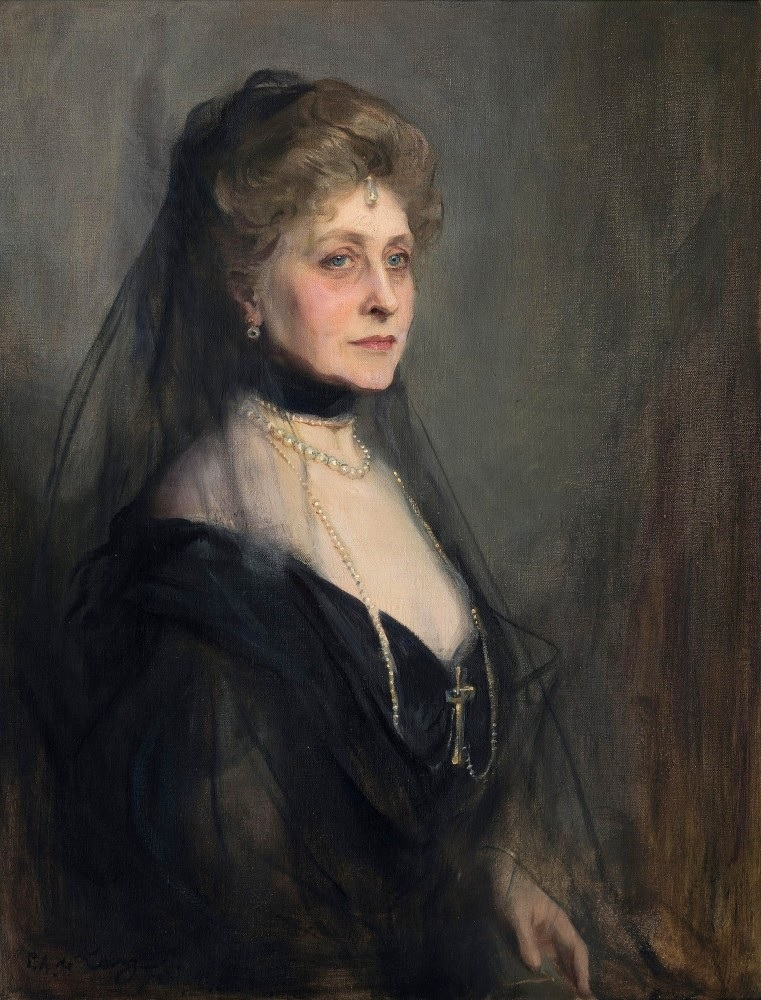
Chân dung do Philip de László vẽ, 1915

Sau khi Victoria của Anh băng hà, Louise tham gia vào các mối quan hệ xã hội của anh trai bà là tân quốc vương Edward VII. Bà và ông có rất nhiều điểm chung như cùng hút thuốc. Bà bị ám ảnh về việc rèn luyện thể chất. Nếu có ai chế nhạo bà vì việc này thì bà sẽ vặn lại, "Đừng bận tâm, tôi sẽ sống lâu hơn tất cả mọi người." Trong khi đó, ông Lorne chồng Louise đã tham gia vào Thượng viện. Cùng năm đó, Bộ trưởng Thuộc địa Joseph Chamberlain đề nghị ông nhậm chức Toàn quyền Úc, nhưng ông từ chối. Louise tiếp tục điêu khắc và thiết kế một đài tưởng niệm cho những người lính thuộc địa đã hy sinh trong chiến tranh Boer. Cũng cùng năm đó, bà bắt đầu một nghiên cứu khỏa thân về một người phụ nữ đã có chồng theo gợi ý của họa sĩ người Anh Sir William Blake Richmond.
Louise dành phần lớn thời gian ở Nhà Kent và thường xuyên đến Scotland cùng chồng. Áp lực tài chính vẫn đè nặng sau khi Lorne được phong công tước. Louise tránh mời đức vua tới Inveraray, vùng đất tổ tiên của Argyll, vì hai vợ chồng phải tiết kiệm chi tiêu. Khi Victoria của Anh đến thăm gia đình bà trước lúc Lorne trở thành Công tước xứ Argyll, họ có 70 người hầu và 74 con chó. Đến thời điểm Edward VII tức vị thì họ chỉ còn bốn người hầu và hai con chó.

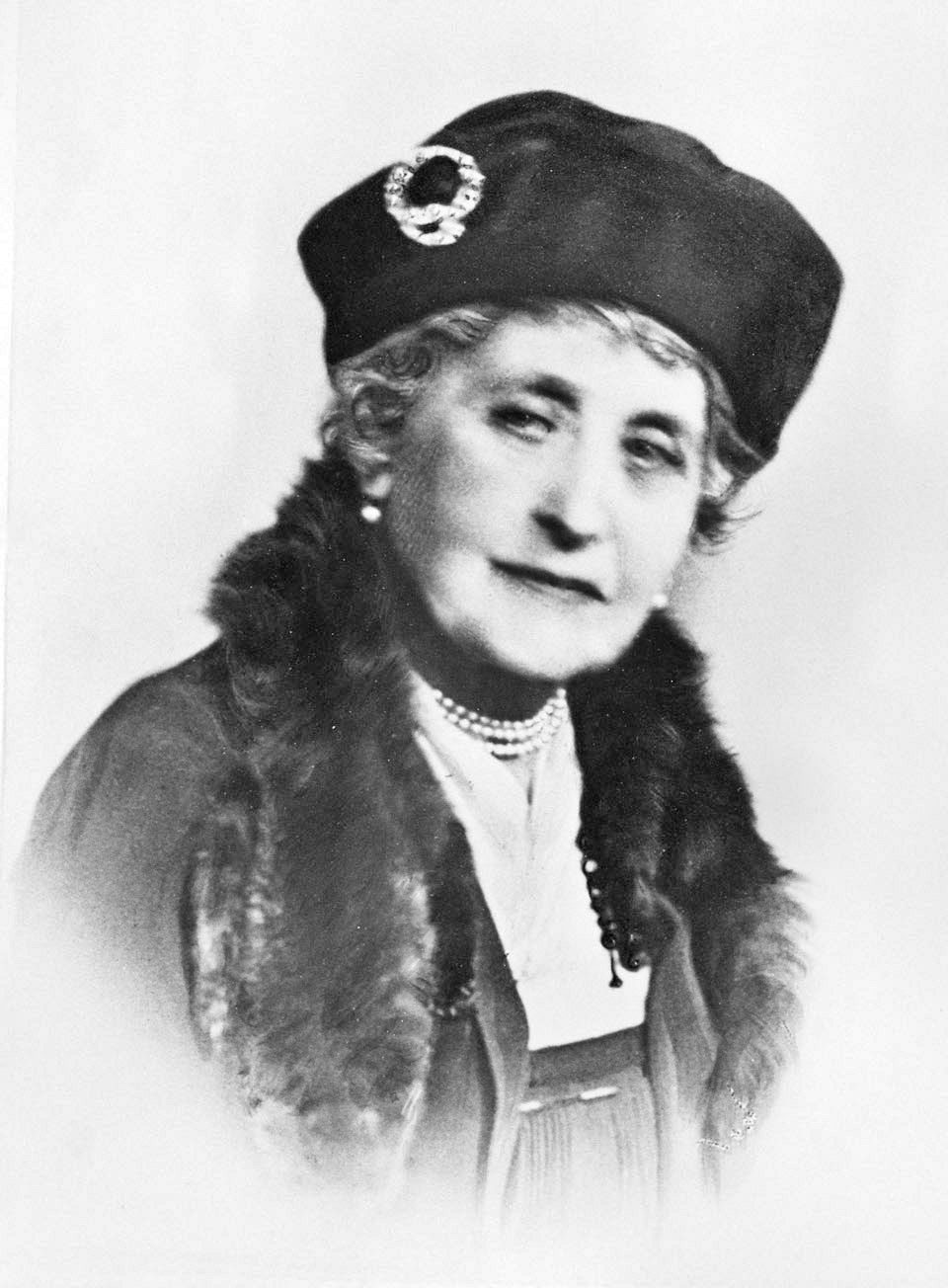
Vương nữ Louise khi về già

Sức khỏe của Công tước xứ Argyll ngày một trầm trọng. Ông càng lúc càng thêm lão suy, còn Vương nữ Louise thì chăm sóc ông tận tình từ năm 1911. Trong những năm này, Louise và chồng trở nên gần gũi hơn nhiều so với trước đây. Mùa xuân năm 1914, Louise ở lại Cung điện Kensington còn chồng bà thì vẫn lưu lại Đảo Wight.
Ông gặp các vấn đề về phế quản, sau đó là viêm phổi kép. Louise được gọi đến để gặp ông vào ngày 28 tháng 4 năm 1914. Ngày 2 tháng 5, ông qua đời.
Sau khi Lorne chết, Louise bị suy nhược thần kinh và trải qua cảm giác cô đơn tột độ. Không lâu sau đó, bà viết trong thư gửi một người bạn: "Nỗi cô đơn của tôi khi không có Công tước khá ghê gớm. Tôi tự hỏi bây giờ ông ấy đang làm gì nhỉ!"

### Những năm cuối đời
Louise dành những năm cuối đời tại Cung điện Kensington. Bà ở trong các phòng cạnh phòng em gái là Vương nữ Beatrice. Thỉnh thoảng bà xuất hiện trước công chúng cùng vương thất, chẳng hạn như tại đài tưởng niệm ở Whitehall vào ngày 11 tháng 11 năm 1925. Tuy nhiên, sức khỏe của bà ngày càng chuyển xấu. Năm 1935, bà chào mừng cháu trai và cháu dâu mình là Vua George V và Vương hậu Mary tại Tòa thị chính Kensington trong dịp kỷ niệm Đại lễ Bạc (đánh dấu mốc 25 năm George V trị vì) và được trao tước hiệu Honorary Freeman của Khu Kensington. Lần cuối cùng bà xuất hiện trước công chúng là vào năm 1937, tại cuộc triển lãm thường niên của Hiệp hội Nghệ thuật và Công nghiệp Quê hương (Home Arts and Industries Association). Trong thời gian này, con trai George V là Edward VIII thoái vị vào ngày 11 tháng 12 năm 1936. Tháng 12 năm đó, Louise viết thư cho Thủ tướng Anh là Stanley Baldwin và chia buồn với ông về cuộc khủng hoảng thoái vị của Edward VIII.

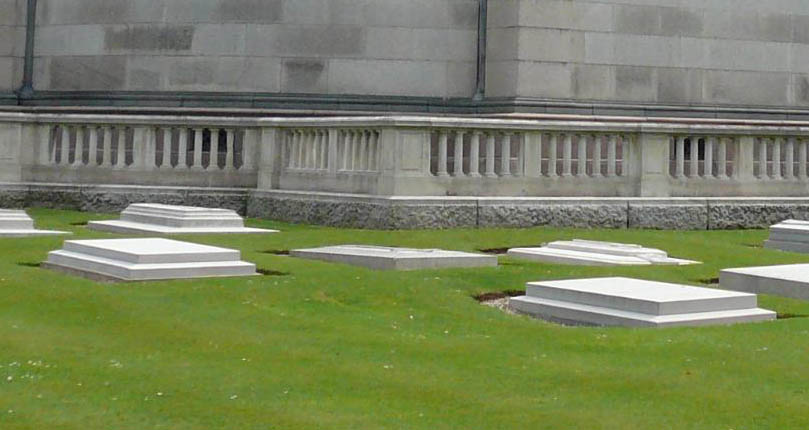
Mộ phần của Vương nữ Louise (giữa) tại Nghĩa trang Vương thất ở Frogmore

Sau khi em trai Edward là Vua George VI kế vị, bà trở nên bệnh yếu không thể đi lại và bị hạn chế hoạt động trong Cung điện Kensington. Vương nữ Elizabeth và Vương nữ Margaret thân mật gọi nơi này là "Auntie Palace." Bà bị viêm dây thần kinh ở cánh tay, viêm dây thần kinh giữa xương sườn, hay bị ngất và đau thần kinh tọa. Bà cũng thường thảo các bài cầu nguyện để giữ mình bận rộn. Một bài đã được gửi đến Neville Chamberlain, trong đó có đoạn "Dẫn dắt các Quốc vụ khanh của chúng con và những người có quyền trên chúng con... "

## Qua đời
Louise qua đời tại Cung điện Kensington vào sáng ngày 3 tháng 12 năm 1939, thọ 91 tuổi, 8 tháng và 15 ngày, cùng tuổi với em trai bà là Vương tử Arthur khi ông qua đời. Bà đội chính chiếc voan cưới mà bà từng đội cách đây gần 70 năm. Sau một tang lễ được tổ chức đơn giản do chiến tranh, thi hài của bà được đem hỏa táng tại Lò Hỏa táng Golders Green vào ngày 8 tháng 12. Tro cốt của bà được đặt trong Hầm mộ Vương thất tại Nhà nguyện Thánh George vào ngày 12 tháng 12 trước sự hiện diện của nhiều thành viên trong vương thất và gia đình Argyll. Sau đó, vào ngày 13 tháng 3 năm 1940, tro cốt của bà được chuyển đến Nghĩa trang Vương thất ở Frogmore, gần Windsor. Trong di chúc, Louise mong muốn được mai táng tại Lăng Campbell ở Kilmun ngay cạnh chồng bà nếu bà qua đời tại Scotland; nếu tại Anh thì sẽ chôn ở Frogmore gần song thân mình. Quan tài của bà được tám hạ sĩ quan thuộc trung đoàn của bà khiêng, tức trung đoàn Argyll and Sutherland Highlanders. Qua chứng thực di chúc, tài sản của bà được xác nhận là 239.260 bảng, 18 shilling và sáu xu, với khoản nợ gồm 15 shilling tiền thuốc lá.

## Di sản

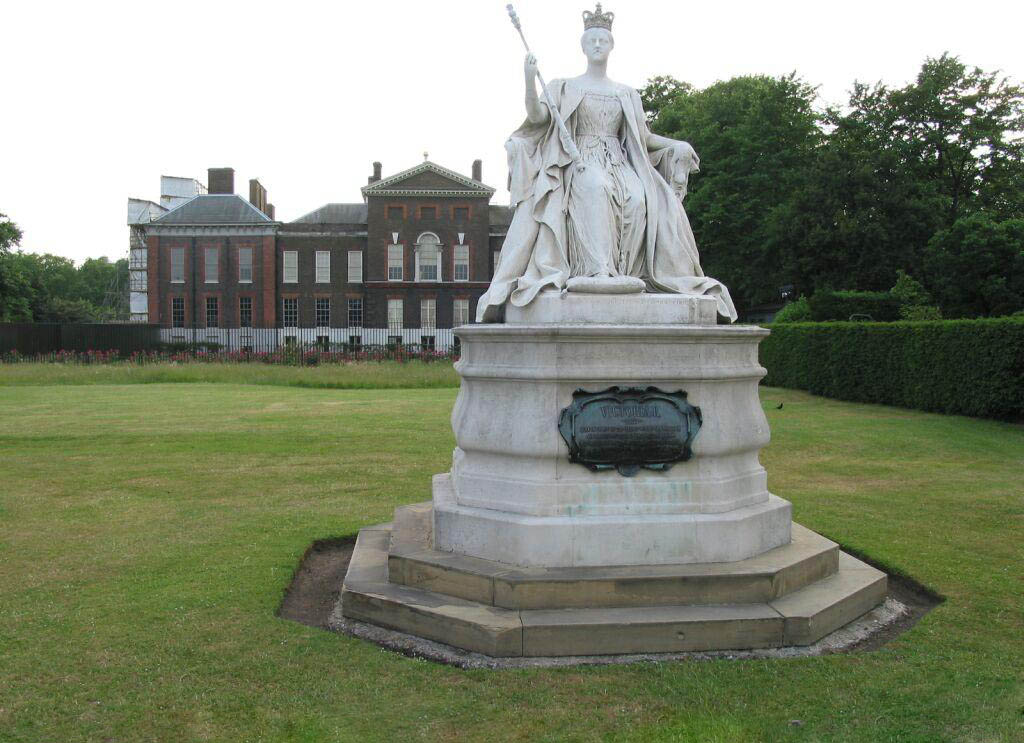
Tượng Victoria của Anh của Louise tại Cung điện Kensington

Louise đặt tên mình cho bốn trung đoàn Canada: The Argyll and Sutherland Highlanders of Canada (Princess Louise's) ở Hamilton, Ontario; Princess Louise Dragoon Guards ở Ottawa, Ontario (ngưng hoạt động từ năm 1965); 8th Canadian Hussars (Princess Louise's) ở Moncton, New Brunswick; và Princess Louise Fusiliers ở Halifax, Nova Scotia.
Về sau, Nữ vương Elizabeth II kể lại Louise và em gái Beatrice thường trò chuyện đến khi những lời họ nói khiến người nghe phải kinh ngạc.
Tỉnh Alberta tại Canada được đặt tên theo bà. Mới đầu vương nữ định chọn tên "Louise," song vì muốn tôn vinh người cha đã khuất nên bà lại chọn Alberta là tên riêng cuối cùng của mình. Hồ Louise và núi Alberta ở tỉnh Alberta cũng được đặt tên theo bà. Tuy thời gian sống ở Canada có những lúc không suôn sẻ, bà vẫn thích người Canada và giữ liên hệ mật thiết với các trung đoàn Canada của bà. Ở quê nhà, bà nổi tiếng vì thường đến thăm các bệnh viện đột xuất, nhất là khi về già. Nhìn chung, quan hệ của bà với gia đình khá gần gũi. Đôi lúc bà vẫn tranh cãi với nữ vương, chị Helena và em gái Beatrice, nhưng tình trạng căng thẳng không kéo dài lâu. Bà trao đổi thư từ với em trai là Vương tử Arthur đến khi qua đời và là một trong những người em gái mà Vua Edward VII yêu quý nhất. Trong số các anh chị em thì bà gần gũi nhất với Vương tử Leopold, sau này là Công tước xứ Albany, và vô cùng suy sụp sau khi ông mất năm 1884.
Trong số những thành viên vương thất thuộc thế hệ trẻ thì Louise thích nhất Công tước và Công tước phu nhân xứ Kent, tức cháu nội của anh trai bà, Edward VII, và vợ ông. Trong lễ gia miện của Vua George VI và Vương hậu Elizabeth năm 1937, Louise đã cho vị công tước phu nhân mượn chiếc đuôi áo do bà thiết kế và mặc trong lễ gia miện của anh bà và Vương hậu Alexandra năm 1902.
Một bệnh viện chiến tranh ở Erskine, Scotland cũng được đặt tên theo Louise vì bà là người bảo trợ đầu tiên của đơn vị. Tên gốc của nó là Bệnh viện Scotland Vương nữ Louise cho Thủy thủ và Binh lính Cụt chi (Princess Louise Scottish Hospital for Limbless Sailors and Soldiers). Qua năm tháng, bệnh viện đổi tên thành Bệnh viện Erskine rồi rút gọn chỉ còn Erskine. Tổ chức cứu tế này đã tồn tại hơn một trăm năm và là tổ chức dành cho cựu chiến binh lớn nhất nước Anh.

### Hoạt động nghệ thuật
Louise được học nghệ thuật từ bé. Đầu tiên bà học với Susan Durant từ năm 1864, rồi đến Mary Thornycroft từ năm 1867, sau đó đào sâu hơn cùng Edgar Boehm. Bà cũng từng học Trường Đào tạo Nghệ thuật Quốc gia (NATS), đánh dấu lần đầu tiên một thành viên trong vương thất Anh theo học một cơ sở giáo dục công cộng. Cũng như nhiều nữ nghệ sĩ khác trong thế kỷ 19, Louise phải tham gia đào tạo dành cho các nhà thiết kế công nghiệp và giáo viên nghệ thuật thay vì họa sĩ mỹ thuật. Bà cũng không được học với người mẫu khỏa thân như các học viên nam.
Từ tháng 4 năm 1872 đến tháng 2 năm 1913, Louise mua nguyên liệu vẽ tranh sơn dầu và màu nước, trong đó có nhiều tập phác thảo, từ nhà bán thuốc màu tại Luân Đôn là Charles Roberson & Co.
Louise là người có khiếu nghệ thuật nhất trong số các vương nữ con Victoria của Anh. Vừa là một diễn viên, nghệ sĩ piano và vũ công tài năng, bà vừa là một họa sĩ và điêu khắc gia tích cực. Khi bà khắc tượng nữ vương mặc trang phục đăng quang, báo chí cho rằng thầy bà Edgar Boehm mới là tác giả thực sự của tác phẩm. Bạn bè của Louise phản bác thông tin này, khẳng định nỗ lực và việc hoạt động độc lập của Louise. Tác phẩm dự định được triển lãm vào năm 1887, song quá trình chế tác bị trì hoãn mãi đến năm 1893. Một đài tưởng niệm dành cho em rể bà, Heinrich xứ Battenberg, và một đài tưởng niệm các binh lính thuộc địa đã hy sinh trong chiến tranh Boer được đặt ở nhà thờ Whippingham trên Đảo Wight. Một bức tượng khác của Victoria của Anh được trưng bày tại Đại học McGill ở Montreal.

#### Các trước tác nghệ thuật chọn lọc

##### Trên giấy
- Victoria của Anh, 1881. Bút chì vẽ trên giấy, khổ 36,9 x 24,0 cm. Royal Collection Trust, RCIN 980422.

##### Điêu khắc
- Vương nữ Beatrice, 1864. Đá cẩm thạch, 55,0 x 29,0 x 23,0 cm. Royal Collection Trust, RCIN 53351.[61]
- Vương tử Arthur, 1869. Đá cẩm thạch, 61,5 x 33,0 x 26,0 cm. Royal Collection Trust, RCIN 31662.
- Vương tử Leopold, 1869. Đá cẩm thạch, 43,4 x 29,0 x 19,0 cm. Royal Collection Trust, RCIN 34511.[62]
- Victoria của Anh, 1887. Đồng, 61,5 x 46 x 41 cm. Leeds Museums and Galleries, Temple Newsam House.[63]
- Chân dung tự điêu khắc, không rõ ngày. Đất nung, 63,5 cm. National Portrait Gallery, Luân Đôn.[64]
- Đài tưởng niệm Mary Ann Thurston tại Nghĩa trang Kensal Green. Thurston là nhũ mẫu của con cái Victoria của Anh từ năm 1845 đến 1867.

## Danh hiệu, huân chương và huy hiệu

### Danh hiệu và tước hiệu
- 18 tháng 3 năm 1848 – 21 tháng 3 năm 1871: Vương nữ Louise Điện hạ
- 21 tháng 3 năm 1871 – 24 tháng 4 năm 1900: Vương nữ Louise, Hầu tước phu nhân xứ Lorne Điện hạ
- 24 tháng 4 năm 1900 – 3 tháng 12 năm 1939: Vương nữ Louise, Công tước phu nhân xứ Argyll Điện hạ[65]

### Danh hiệu

#### Huân chương
- 21 tháng 1 năm 1865: Quý bà của Huân chương Vương thất Victoria và Albert, hạng nhất[16]
- 1 tháng 1 năm 1878: Đồng hành của Huân chương Vương miện Ấn Độ[66]
- 7 tháng 8 năm 1885: Thành viên của Hội Chữ thập đỏ Hoàng gia[67]
- 10 tháng 2 năm 1904: Huân chương Vương thất Edward VII
- 3 tháng 6 năm 1911: Huân chương Vương thất George V
- 3 tháng 6 năm 1918: Đại Quý bà của Đế quốc Anh[68]
- 12 tháng 6 năm 1927: Đại Quý bà của Huân chương Thánh John[69]
- 11 tháng 5 năm 1937: Đại Quý bà của Huân chương Hoàng gia Victoria[65]

#### Chức vụ quân sự danh dự
- 3 tháng 7 năm 1911: Honorary Colonel, 5th Princess Louise Dragoon Guards (năm 1936 thì đổi thành 4th Princess Louise Dragoon Guards)
- 2 tháng 6 năm 1914: Colonel-in-Chief, the Argyll and Sutherland Highlanders (Princess Louise's)
- 15 tháng 4 năm 1930: Colonel-in-Chief, the Argyll and Sutherland Highlanders of Canada (Princess Louise's)
- 14 tháng 8 năm 1936: Colonel-in-Chief, the Princess Louise Fusiliers

#### Vai trò danh dự
- Chủ tịch của Women's Education Union từ năm 1871.[13]
- Người bảo trợ của Girls' Day School Trust, 1872–1939[13]
- Người bảo trợ của Ladies Lifeboat Guild, Royal National Lifeboat Institution, 1923–1939[70]

### Huy hiệu
Năm 1858, Louise và ba chị em gái thứ của bà được trao quyền dùng huy hiệu vương thất, ở giữa có biểu tượng chiếc khiên của Công quốc Sachsen. Năm 1917, George V xóa biểu tượng chiếc khiên khỏi các huy hiệu của con cháu Vương tế Albert bằng một sắc lệnh vương thất.

Huy hiệu của Vương nữ Louise

## Gia phả
| \| \| \| \| \| \| \| \| \| \| \| \| \| \| \| \| \| \| \| \| 16. Frederick của Đại Anh \| \| \| \| \| \| \| \| \| \| \| \| \| \| \| \| \| \| \| \| \| \| \| \| \| \| \| \| \| \| \| \| \| \| \| \| \| \| \| \| \| \| \| \| \| \| \| \| \| \| \| \| \| \| 8. George III của Liên hiệp Anh \| \| \| \| \| \| \| \| \| \| \| \| \| \| \| \| \| \| \| \| \| \| \| \| \| \| \| \| \| \| \| \| \| \| \| \| \| \| \| \| \| \| \| \| \| \| \| \| \| \| \| \| \| \| 17. Augusta xứ Sachsen-Gotha-Altenburg \| \| \| \| \| \| \| \| \| \| \| \| \| \| \| \| \| \| \| \| \| \| \| \| \| \| \| \| \| \| \| \| \| \| \| \| \| \| \| \| \| \| \| \| \| \| \| \| \| \| \| \| \| \| 4. Edward của Liên hiệp Anh và Hannover \| \| \| \| \| \| \| \| \| \| \| \| \| \| \| \| \| \| \| \| \| \| \| \| \| \| \| \| \| \| \| \| \| \| \| \| \| \| \| \| \| \| \| \| \| \| \| \| \| \| \| \| \| \| 18. Karl Ludwig xứ Mecklenburg \| \| \| \| \| \| \| \| \| \| \| \| \| \| \| \| \| \| \| \| \| \| \| \| \| \| \| \| \| \| \| \| \| \| \| \| \| \| \| \| \| \| \| \| \| \| \| \| \| \| \| \| \| \| 9. Charlotte xứ Mecklenburg-Strelitz \| \| \| \| \| \| \| \| \| \| \| \| \| \| \| \| \| \| \| \| \| \| \| \| \| \| \| \| \| \| \| \| \| \| \| \| \| \| \| \| \| \| \| \| \| \| \| \| \| \| \| \| \| \| 19. Elisabeth Albertine xứ Sachsen-Hildburghausen \| \| \| \| \| \| \| \| \| \| \| \| \| \| \| \| \| \| \| \| \| \| \| \| \| \| \| \| \| \| \| \| \| \| \| \| \| \| \| \| \| \| \| \| \| \| \| \| \| \| \| \| \| \| 2. Victoria I của Liên hiệp Anh \| \| \| \| \| \| \| \| \| \| \| \| \| \| \| \| \| \| \| \| \| \| \| \| \| \| \| \| \| \| \| \| \| \| \| \| \| \| \| \| \| \| \| \| \| \| \| \| \| \| \| \| \| \| 20. Ernst Friedrich xứ Sachsen-Coburg-Saalfeld (= 24) \| \| \| \| \| \| \| \| \| \| \| \| \| \| \| \| \| \| \| \| \| \| \| \| \| \| \| \| \| \| \| \| \| \| \| \| \| \| \| \| \| \| \| \| \| \| \| \| \| \| \| \| \| \| 10. Franz I xứ Sachsen-Coburg-Saalfeld (= 12)[72] \| \| \| \| \| \| \| \| \| \| \| \| \| \| \| \| \| \| \| \| \| \| \| \| \| \| \| \| \| \| \| \| \| \| \| \| \| \| \| \| \| \| \| \| \| \| \| \| \| \| \| \| \| \| 21. Sophie Antoinette xứ Braunschweig-Wolfenbüttel (= 25) \| \| \| \| \| \| \| \| \| \| \| \| \| \| \| \| \| \| \| \| \| \| \| \| \| \| \| \| \| \| \| \| \| \| \| \| \| \| \| \| \| \| \| \| \| \| \| \| \| \| \| \| \| \| 5. Victoire xứ Sachsen-Coburg-Saalfeld \| \| \| \| \| \| \| \| \| \| \| \| \| \| \| \| \| \| \| \| \| \| \| \| \| \| \| \| \| \| \| \| \| \| \| \| \| \| \| \| \| \| \| \| \| \| \| \| \| \| \| \| \| \| 22. Heinrich XXIV Reuß xứ Ebersdorf (= 26) \| \| \| \| \| \| \| \| \| \| \| \| \| \| \| \| \| \| \| \| \| \| \| \| \| \| \| \| \| \| \| \| \| \| \| \| \| \| \| \| \| \| \| \| \| \| \| \| \| \| \| \| \| \| 11. Augusta Reuß xứ Ebersdorf (= 13)[72] \| \| \| \| \| \| \| \| \| \| \| \| \| \| \| \| \| \| \| \| \| \| \| \| \| \| \| \| \| \| \| \| \| \| \| \| \| \| \| \| \| \| \| \| \| \| \| \| \| \| \| \| \| \| 23. Caroline Ernestine xứ Erbach-Schönberg (= 27) \| \| \| \| \| \| \| \| \| \| \| \| \| \| \| \| \| \| \| \| \| \| \| \| \| \| \| \| \| \| \| \| \| \| \| \| \| \| \| \| \| \| \| \| \| \| \| \| \| \| \| \| \| \| 1. Louise của Liên hiệp Anh \| \| \| \| \| \| \| \| \| \| \| \| \| \| \| \| \| \| \| \| \| \| \| \| \| \| \| \| \| \| \| \| \| \| \| \| \| \| \| \| \| \| \| \| \| \| \| \| \| \| \| \| \| \| 24. Ernst Friedrich xứ Sachsen-Coburg-Saalfeld (= 20) \| \| \| \| \| \| \| \| \| \| \| \| \| \| \| \| \| \| \| \| \| \| \| \| \| \| \| \| \| \| \| \| \| \| \| \| \| \| \| \| \| \| \| \| \| \| \| \| \| \| \| \| \| \| 12. Franz I xứ Sachsen-Coburg-Saalfeld (= 10)[72] \| \| \| \| \| \| \| \| \| \| \| \| \| \| \| \| \| \| \| \| \| \| \| \| \| \| \| \| \| \| \| \| \| \| \| \| \| \| \| \| \| \| \| \| \| \| \| \| \| \| \| \| \| \| 25. Sophie Antoinette xứ Braunschweig-Wolfenbüttel (= 21) \| \| \| \| \| \| \| \| \| \| \| \| \| \| \| \| \| \| \| \| \| \| \| \| \| \| \| \| \| \| \| \| \| \| \| \| \| \| \| \| \| \| \| \| \| \| \| \| \| \| \| \| \| \| 6. Ernst I xứ Sachsen-Coburg và Gotha[72] \| \| \| \| \| \| \| \| \| \| \| \| \| \| \| \| \| \| \| \| \| \| \| \| \| \| \| \| \| \| \| \| \| \| \| \| \| \| \| \| \| \| \| \| \| \| \| \| \| \| \| \| \| \| 26. Heinrich XXIV Reuß xứ Ebersdorf (= 22) \| \| \| \| \| \| \| \| \| \| \| \| \| \| \| \| \| \| \| \| \| \| \| \| \| \| \| \| \| \| \| \| \| \| \| \| \| \| \| \| \| \| \| \| \| \| \| \| \| \| \| \| \| \| 13. Augusta Reuß xứ Ebersdorf (= 11)[72] \| \| \| \| \| \| \| \| \| \| \| \| \| \| \| \| \| \| \| \| \| \| \| \| \| \| \| \| \| \| \| \| \| \| \| \| \| \| \| \| \| \| \| \| \| \| \| \| \| \| \| \| \| \| 27. Caroline Ernestine xứ Erbach-Schönberg (= 23) \| \| \| \| \| \| \| \| \| \| \| \| \| \| \| \| \| \| \| \| \| \| \| \| \| \| \| \| \| \| \| \| \| \| \| \| \| \| \| \| \| \| \| \| \| \| \| \| \| \| \| \| \| \| 3. Albrecht xứ Sachsen-Coburg và Gotha \| \| \| \| \| \| \| \| \| \| \| \| \| \| \| \| \| \| \| \| \| \| \| \| \| \| \| \| \| \| \| \| \| \| \| \| \| \| \| \| \| \| \| \| \| \| \| \| \| \| \| \| \| \| 28. Ernst II xứ Sachsen-Gotha-Altenburg \| \| \| \| \| \| \| \| \| \| \| \| \| \| \| \| \| \| \| \| \| \| \| \| \| \| \| \| \| \| \| \| \| \| \| \| \| \| \| \| \| \| \| \| \| \| \| \| \| \| \| \| \| \| 14. August I xứ Sachsen-Gotha-Altenburg[72] \| \| \| \| \| \| \| \| \| \| \| \| \| \| \| \| \| \| \| \| \| \| \| \| \| \| \| \| \| \| \| \| \| \| \| \| \| \| \| \| \| \| \| \| \| \| \| \| \| \| \| \| \| \| 29. Charlotte xứ Sachsen-Meiningen \| \| \| \| \| \| \| \| \| \| \| \| \| \| \| \| \| \| \| \| \| \| \| \| \| \| \| \| \| \| \| \| \| \| \| \| \| \| \| \| \| \| \| \| \| \| \| \| \| \| \| \| \| \| 7. Luise Pauline xứ Sachsen-Gotha-Altenburg[72] \| \| \| \| \| \| \| \| \| \| \| \| \| \| \| \| \| \| \| \| \| \| \| \| \| \| \| \| \| \| \| \| \| \| \| \| \| \| \| \| \| \| \| \| \| \| \| \| \| \| \| \| \| \| 30. Friedrich Franz I xứ Mecklenburg \| \| \| \| \| \| \| \| \| \| \| \| \| \| \| \| \| \| \| \| \| \| \| \| \| \| \| \| \| \| \| \| \| \| \| \| \| \| \| \| \| \| \| \| \| \| \| \| \| \| \| \| \| \| 15. Luise Charlotte xứ Mecklenburg[72] \| \| \| \| \| \| \| \| \| \| \| \| \| \| \| \| \| \| \| \| \| \| \| \| \| \| \| \| \| \| \| \| \| \| \| \| \| \| \| \| \| \| \| \| \| \| \| \| \| \| \| \| \| \| 31. Luise xứ Sachsen-Gotha-Altenburg \| \| \| \| \| \| \| \| \| \| \| \| \| \| \| \| \| \| \| \| \| \| \| \| \| \| \| \| \| \| \| \| \| \| \| \| \| \| \| \| \| \| \| \| \| \| \| \| \| \| \| \| |                                                           |  |  |  |  |  |  |  |  |  |  |  |  |  |  |  |
| |                                                           |  |  |  |  |  |  |  |  |  |  |  |  |  |  |  |
| | 16. Frederick của Đại Anh                                 |  |  |  |  |  |  |  |  |  |  |  |  |  |  |  |
| |                                                           |  |  |  |  |  |  |  |  |  |  |  |  |  |  |  |
| |                                                           |  |  |  |  |  |  |  |  |  |  |  |  |  |  |  |
| | 8. George III của Liên hiệp Anh                           |  |  |  |  |  |  |  |  |  |  |  |  |  |  |  |
| |                                                           |  |  |  |  |  |  |  |  |  |  |  |  |  |  |  |
| |                                                           |  |  |  |  |  |  |  |  |  |  |  |  |  |  |  |
| | 17. Augusta xứ Sachsen-Gotha-Altenburg                    |  |  |  |  |  |  |  |  |  |  |  |  |  |  |  |
| |                                                           |  |  |  |  |  |  |  |  |  |  |  |  |  |  |  |
| |                                                           |  |  |  |  |  |  |  |  |  |  |  |  |  |  |  |
| | 4. Edward của Liên hiệp Anh và Hannover                   |  |  |  |  |  |  |  |  |  |  |  |  |  |  |  |
| |                                                           |  |  |  |  |  |  |  |  |  |  |  |  |  |  |  |
| |                                                           |  |  |  |  |  |  |  |  |  |  |  |  |  |  |  |
| | 18. Karl Ludwig xứ Mecklenburg                            |  |  |  |  |  |  |  |  |  |  |  |  |  |  |  |
| |                                                           |  |  |  |  |  |  |  |  |  |  |  |  |  |  |  |
| |                                                           |  |  |  |  |  |  |  |  |  |  |  |  |  |  |  |
| | 9. Charlotte xứ Mecklenburg-Strelitz                      |  |  |  |  |  |  |  |  |  |  |  |  |  |  |  |
| |                                                           |  |  |  |  |  |  |  |  |  |  |  |  |  |  |  |
| |                                                           |  |  |  |  |  |  |  |  |  |  |  |  |  |  |  |
| | 19. Elisabeth Albertine xứ Sachsen-Hildburghausen         |  |  |  |  |  |  |  |  |  |  |  |  |  |  |  |
| |                                                           |  |  |  |  |  |  |  |  |  |  |  |  |  |  |  |
| |                                                           |  |  |  |  |  |  |  |  |  |  |  |  |  |  |  |
| | 2. Victoria I của Liên hiệp Anh                           |  |  |  |  |  |  |  |  |  |  |  |  |  |  |  |
| |                                                           |  |  |  |  |  |  |  |  |  |  |  |  |  |  |  |
| |                                                           |  |  |  |  |  |  |  |  |  |  |  |  |  |  |  |
| | 20. Ernst Friedrich xứ Sachsen-Coburg-Saalfeld (= 24)     |  |  |  |  |  |  |  |  |  |  |  |  |  |  |  |
| |                                                           |  |  |  |  |  |  |  |  |  |  |  |  |  |  |  |
| |                                                           |  |  |  |  |  |  |  |  |  |  |  |  |  |  |  |
| | 10. Franz I xứ Sachsen-Coburg-Saalfeld (= 12)             |  |  |  |  |  |  |  |  |  |  |  |  |  |  |  |
| |                                                           |  |  |  |  |  |  |  |  |  |  |  |  |  |  |  |
| |                                                           |  |  |  |  |  |  |  |  |  |  |  |  |  |  |  |
| | 21. Sophie Antoinette xứ Braunschweig-Wolfenbüttel (= 25) |  |  |  |  |  |  |  |  |  |  |  |  |  |  |  |
| |                                                           |  |  |  |  |  |  |  |  |  |  |  |  |  |  |  |
| |                                                           |  |  |  |  |  |  |  |  |  |  |  |  |  |  |  |
| | 5. Victoire xứ Sachsen-Coburg-Saalfeld                    |  |  |  |  |  |  |  |  |  |  |  |  |  |  |  |
| |                                                           |  |  |  |  |  |  |  |  |  |  |  |  |  |  |  |
| |                                                           |  |  |  |  |  |  |  |  |  |  |  |  |  |  |  |
| | 22. Heinrich XXIV Reuß xứ Ebersdorf (= 26)                |  |  |  |  |  |  |  |  |  |  |  |  |  |  |  |
| |                                                           |  |  |  |  |  |  |  |  |  |  |  |  |  |  |  |
| |                                                           |  |  |  |  |  |  |  |  |  |  |  |  |  |  |  |
| | 11. Augusta Reuß xứ Ebersdorf (= 13)                      |  |  |  |  |  |  |  |  |  |  |  |  |  |  |  |
| |                                                           |  |  |  |  |  |  |  |  |  |  |  |  |  |  |  |
| |                                                           |  |  |  |  |  |  |  |  |  |  |  |  |  |  |  |
| | 23. Caroline Ernestine xứ Erbach-Schönberg (= 27)         |  |  |  |  |  |  |  |  |  |  |  |  |  |  |  |
| |                                                           |  |  |  |  |  |  |  |  |  |  |  |  |  |  |  |
| |                                                           |  |  |  |  |  |  |  |  |  |  |  |  |  |  |  |
| | 1. Louise của Liên hiệp Anh                               |  |  |  |  |  |  |  |  |  |  |  |  |  |  |  |
| |                                                           |  |  |  |  |  |  |  |  |  |  |  |  |  |  |  |
| |                                                           |  |  |  |  |  |  |  |  |  |  |  |  |  |  |  |
| | 24. Ernst Friedrich xứ Sachsen-Coburg-Saalfeld (= 20)     |  |  |  |  |  |  |  |  |  |  |  |  |  |  |  |
| |                                                           |  |  |  |  |  |  |  |  |  |  |  |  |  |  |  |
| |                                                           |  |  |  |  |  |  |  |  |  |  |  |  |  |  |  |
| | 12. Franz I xứ Sachsen-Coburg-Saalfeld (= 10)             |  |  |  |  |  |  |  |  |  |  |  |  |  |  |  |
| |                                                           |  |  |  |  |  |  |  |  |  |  |  |  |  |  |  |
| |                                                           |  |  |  |  |  |  |  |  |  |  |  |  |  |  |  |
| | 25. Sophie Antoinette xứ Braunschweig-Wolfenbüttel (= 21) |  |  |  |  |  |  |  |  |  |  |  |  |  |  |  |
| |                                                           |  |  |  |  |  |  |  |  |  |  |  |  |  |  |  |
| |                                                           |  |  |  |  |  |  |  |  |  |  |  |  |  |  |  |
| | 6. Ernst I xứ Sachsen-Coburg và Gotha                     |  |  |  |  |  |  |  |  |  |  |  |  |  |  |  |
| |                                                           |  |  |  |  |  |  |  |  |  |  |  |  |  |  |  |
| |                                                           |  |  |  |  |  |  |  |  |  |  |  |  |  |  |  |
| | 26. Heinrich XXIV Reuß xứ Ebersdorf (= 22)                |  |  |  |  |  |  |  |  |  |  |  |  |  |  |  |
| |                                                           |  |  |  |  |  |  |  |  |  |  |  |  |  |  |  |
| |                                                           |  |  |  |  |  |  |  |  |  |  |  |  |  |  |  |
| | 13. Augusta Reuß xứ Ebersdorf (= 11)                      |  |  |  |  |  |  |  |  |  |  |  |  |  |  |  |
| |                                                           |  |  |  |  |  |  |  |  |  |  |  |  |  |  |  |
| |                                                           |  |  |  |  |  |  |  |  |  |  |  |  |  |  |  |
| | 27. Caroline Ernestine xứ Erbach-Schönberg (= 23)         |  |  |  |  |  |  |  |  |  |  |  |  |  |  |  |
| |                                                           |  |  |  |  |  |  |  |  |  |  |  |  |  |  |  |
| |                                                           |  |  |  |  |  |  |  |  |  |  |  |  |  |  |  |
| | 3. Albrecht xứ Sachsen-Coburg và Gotha                    |  |  |  |  |  |  |  |  |  |  |  |  |  |  |  |
| |                                                           |  |  |  |  |  |  |  |  |  |  |  |  |  |  |  |
| |                                                           |  |  |  |  |  |  |  |  |  |  |  |  |  |  |  |
| | 28. Ernst II xứ Sachsen-Gotha-Altenburg                   |  |  |  |  |  |  |  |  |  |  |  |  |  |  |  |
| |                                                           |  |  |  |  |  |  |  |  |  |  |  |  |  |  |  |
| |                                                           |  |  |  |  |  |  |  |  |  |  |  |  |  |  |  |
| | 14. August I xứ Sachsen-Gotha-Altenburg                   |  |  |  |  |  |  |  |  |  |  |  |  |  |  |  |
| |                                                           |  |  |  |  |  |  |  |  |  |  |  |  |  |  |  |
| |                                                           |  |  |  |  |  |  |  |  |  |  |  |  |  |  |  |
| | 29. Charlotte xứ Sachsen-Meiningen                        |  |  |  |  |  |  |  |  |  |  |  |  |  |  |  |
| |                                                           |  |  |  |  |  |  |  |  |  |  |  |  |  |  |  |
| |                                                           |  |  |  |  |  |  |  |  |  |  |  |  |  |  |  |
| | 7. Luise Pauline xứ Sachsen-Gotha-Altenburg               |  |  |  |  |  |  |  |  |  |  |  |  |  |  |  |
| |                                                           |  |  |  |  |  |  |  |  |  |  |  |  |  |  |  |
| |                                                           |  |  |  |  |  |  |  |  |  |  |  |  |  |  |  |
| | 30. Friedrich Franz I xứ Mecklenburg                      |  |  |  |  |  |  |  |  |  |  |  |  |  |  |  |
| |                                                           |  |  |  |  |  |  |  |  |  |  |  |  |  |  |  |
| |                                                           |  |  |  |  |  |  |  |  |  |  |  |  |  |  |  |
| | 15. Luise Charlotte xứ Mecklenburg                        |  |  |  |  |  |  |  |  |  |  |  |  |  |  |  |
| |                                                           |  |  |  |  |  |  |  |  |  |  |  |  |  |  |  |
| |                                                           |  |  |  |  |  |  |  |  |  |  |  |  |  |  |  |
| | 31. Luise xứ Sachsen-Gotha-Altenburg                      |  |  |  |  |  |  |  |  |  |  |  |  |  |  |  |
| |                                                           |  |  |  |  |  |  |  |  |  |  |  |  |  |  |  |
| |                                                           |  |  |  |  |  |  |  |  |  |  |  |  |  |  |  |